# 圣欧班苏塞尔克里
圣欧班苏塞尔克里（法語：Saint-Aubin-sous-Erquery，法語發音：[sɛ̃.t‿obɛ̃ su.z‿ɛʁkəʁi]，意为埃尔克里下方的圣欧班）是法国瓦兹省的一个市镇，属于克莱蒙区。

## 地理
圣欧班苏塞尔克里（49°24'27"N, 2°29'2"E）面积6.26 平方千米，位于法国上法蘭西大區瓦兹省，该省份为法国北部内陆省份，北起索姆省，西接厄尔省和滨海塞纳省，南至塞纳-马恩省和瓦兹河谷省，东临埃纳省。
与圣欧班苏塞尔克里接壤的市镇（或旧市镇、城区）包括：雷梅库尔、布勒伊勒塞克、埃尔克里、拉梅库尔、曼布维尔、努万泰勒、诺鲁瓦。
圣欧班苏塞尔克里的时区为UTC+01:00、UTC+02:00（夏令时）。

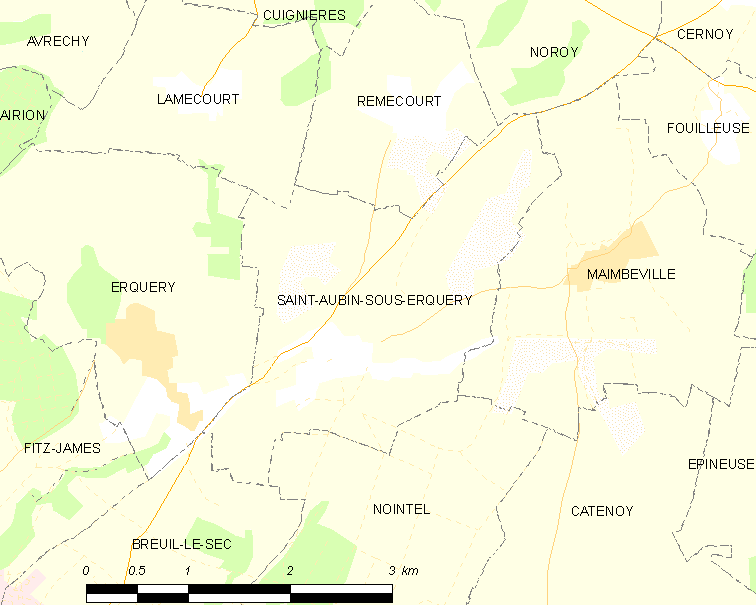
圣欧班苏塞尔克里的OSM定位图

## 行政
圣欧班苏塞尔克里的邮政编码为60600，INSEE市镇编码为60568。

## 政治
圣欧班苏塞尔克里所属的省级选区为克莱蒙县。

## 人口

1962-2008年间圣欧班苏塞尔克里人口变化图示

圣欧班苏塞尔克里于2022年1月1日时的人口数量为348人。